# Vancouver Sleep Clinic
Pour les articles homonymes, voir VSC.
Vancouver Sleep Clinic (VSC), de son vrai nom Tim Bettinson, est un chanteur et musicien de musique électronique (ambient) originaire de Brisbane en Australie.

## Biographie
Il intervient sur l'album Adventure de Madeon.

## Discographie
| 1.  | Whispers               |  |
| 2.  | Killing Me to Love You |  |
| 3.  | Living Water           |  |
| 4.  | Empire                 |  |
| 5.  | Someone To Stay        |  |
| 6.  | Lung                   |  |
| 7.  | Letting Go             |  |
| 8.  | Sleeping World         |  |
| 9.  | Wildfire               |  |
| 10. | Unworthy               |  |
| 11. | Revival                |  |

| 1. | Unworthy | 4:31 |

| 1. | Someone To Stay | 4:14 |

| 1. | Killing Me To Love You | 3:22 |

| 1. | Lung | 3:36 |

| 1. | Collapse    |  |
| 2. | Flaws       |  |
| 3. | Stakes      |  |
| 4. | (Aftermath) |  |
| 5. | Vapour      |  |
| 6. | Rebirth     |  |